# Ondrej Glajza
Ondrej Glajza (* 22. března 1966, Poprad, Československo) je slovenský cyklokrosař, bývalý československý reprezentant, nejúspěšnější Slovák v dosadní historii této terénní cyklistické disciplíny.

## Kariéra a úspěchy
Aktivní činnosti se věnoval v letech 1972–1991. Jako reprezentant Československa získal dva tituly mistra světa:
- 1984 – v kategorii juniorů
- 1989 – v kategorii mužů-amatérů

Na mistrovstvích Československa v kategorii mužů získal celkem čtyři medaile, z toho dvě zlaté:
- 1985 – 3. místo
- 1986 – 1. místo
- 1988 – 1. místo
- 1989 – 2. místo

V květnu v roku 1989 emigroval z Československa (ČSSR) do Západního Berlína. Po sametové revoluci se vrátil a opět reprezentoval Československo, tentokrát už mezi profesionály.
Dvakrát startoval na mijstrovstvích světa v kategorii Elite (profesionálové):
- 1990 – 27. místo
- 1991 – 13. místo

V letech 1993–1999 působil ve funkci trenéra slovenské cyklokrosové reprezentace.
V současnosti se opět aktivně věnuje cyklistice. Za Cyklistický klub Pravenec se zúčastňuje soutěží veteránů v cyklokrosu  a na horských kolech .